# Ernst Kyburz
Ernst Kyburz (n. 14 august 1898 – d. 16 octombrie 1983, Ronco sopra Ascona⁠(d), Cantonul Ticino, Elveția) a fost un luptător ce a reprezentat Elveția, medaliat olimpic. A participat la o ediție a Jocurilor Olimpice (1928) în care a câștigat o medalie de aur.

## Participări
Lista de mai jos prezintă principalele competiții la care a participat Ernst Kyburz de-a lungul carierei.
- wrestling at the 1928 Summer Olympics – men's freestyle middleweight[*]